# Torben Ebbesen
Torben Niels Ebbesen (født 10. juli 1945 i Haderslev) er en dansk billedhugger og maler. Hans installationer i kontrasterende materialer og andre abstrakte værker kan ses på steder i Danmark, Tyskland og Sverige. Han er desuden repræsenteret i samlingerne på flere danske museer,

## Tidligt liv og uddannelse
Ebbesen begyndte sin kunstneriske uddannelse i 1964 på Kunsthåndværkerskolen i København. I 1967 flyttede han til Italien, hvor han først arbejdede for et reklamebureau, sidenhen turnerede som saxofonist i et soulband. I løbet af det år han var i bandet, forberedte han sig desuden på at komme ind på Det Kongelige Danske Kunstakademii København. Efter sin optagelse her studerede han under Egill Jacobsen, Richard Mortensen samt Palle Nielsen og dimitterede i 1975.  

## Karriere
Fra 1976 til 1984 var han medlem af kunstnergruppen Ny Abstraktion, grundlagt af Margrete Sørensen, hvor han blev interesseret i tredimensionel kunst. Sidenløbende studerede han kunsthistorie ved Københavns Universitet, mens han arbejdede som kulturskribent for avisen Information . 
I 1970'erne blev han oprindeligt påvirket af de russiske konstruktivistiske malere Vladimir Tatlin og Kazimir Malevich. Derefter blev han mere og mere interesseret i at konstruere installationer af træ, jernstænger, fliser, gummi og andre industrielle materialer. I værket Axis Mundi (1980) udtrykte han det indre "nirvana", mens han forsøgte at skildre individets ydre syn på verden.  En rejse til Japan i 1980'erne inspirerede ham til at anvende en mere metafysisk tilgang til sit arbejde i tråd med zenbuddhismen .  Dette fremgår af hans Reflektor (2005) i Emdrup. Værket er lavet af spejlglas og ligger på trapperne til et amfiteater, der viser virkningerne af vejr og tid. 
Ud over offentlige arbejder i Danmark, Tyskland og Sverige kan Ebbesens værker ses på museer flere steder i Danmark. 

## Priser
- 1991 Eckersberg-medaljen
- 1998 Niels Larsen Stevns Legat
- 1999 Thorvaldsen-medaljen.

## Udvalgte offentlige værker
- Vandkunsten, Gram Slotspark, 2012

## Eksterne links
- Portræt på dansk fra KunstOnline med flere illustrationer
- Torben Ebbesen på Kunstindeks Danmark/Weilbachs Kunstnerleksikon